# Barrio musulmán de Jerusalén

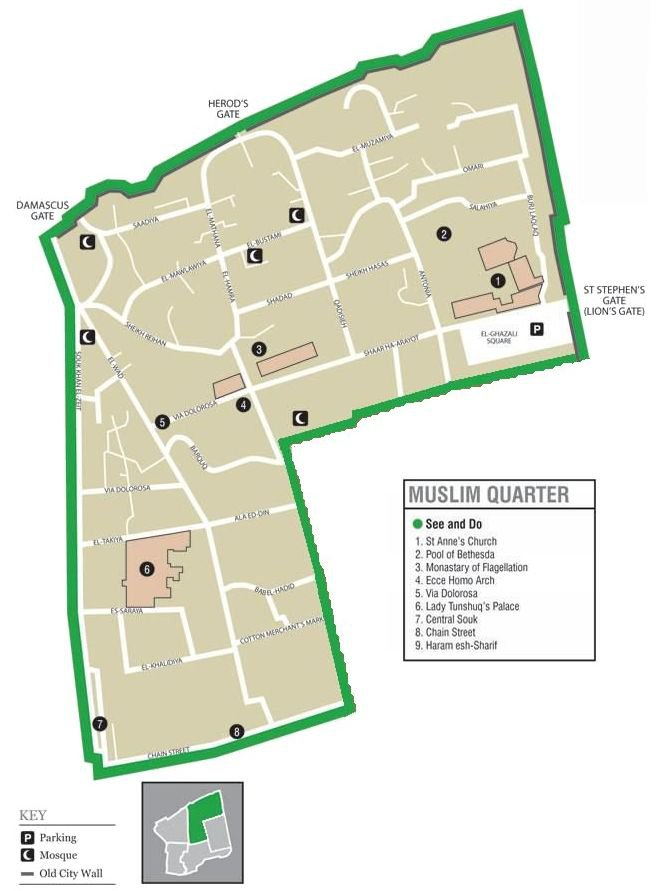
Mapa del Barrio musulmán de la Ciudad Vieja de Jerusalén (bordeado en color verde), excluyendo el Monte del Templo.

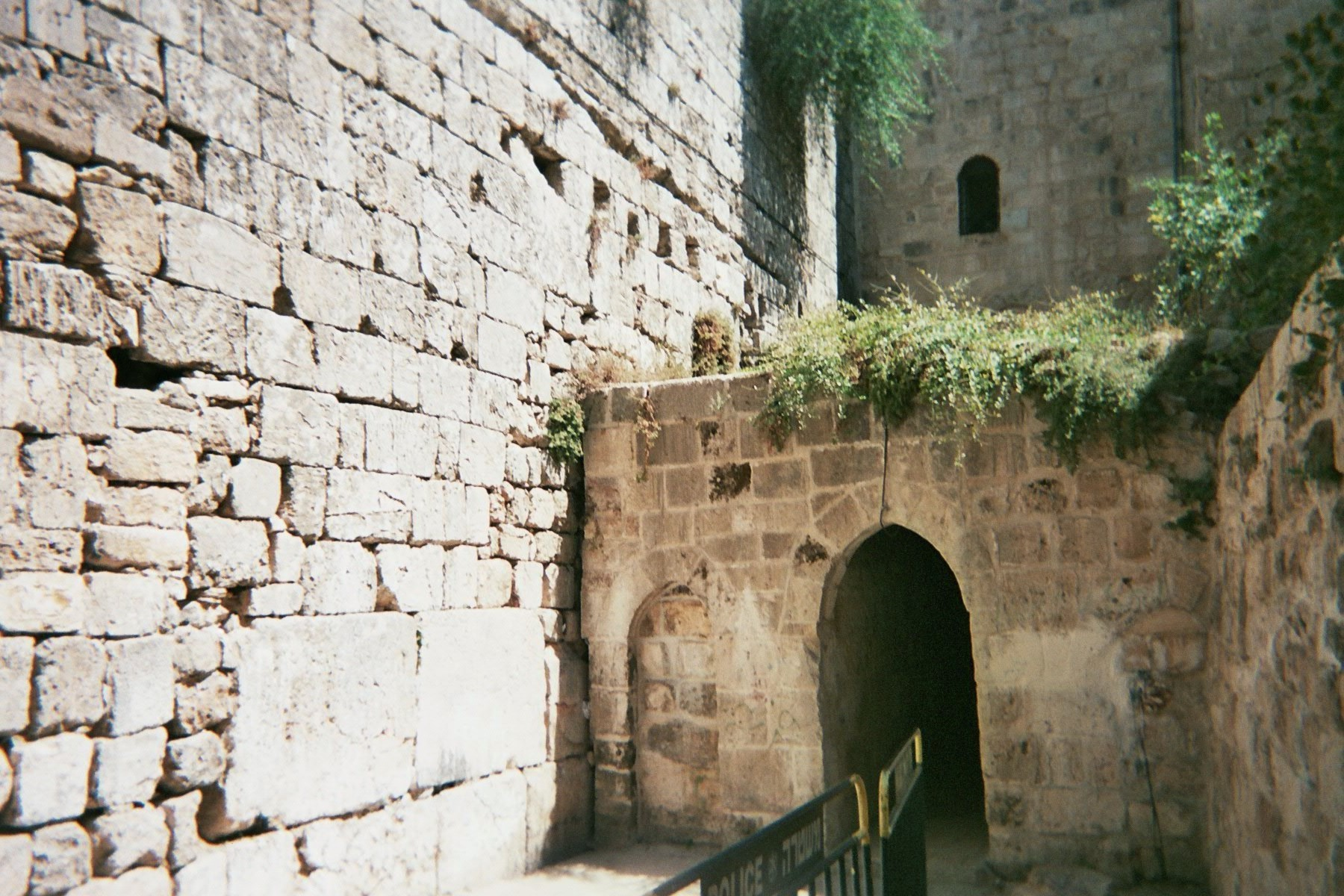
El Kotel Hakatan, el pequeño Muro de las Lamentaciones.

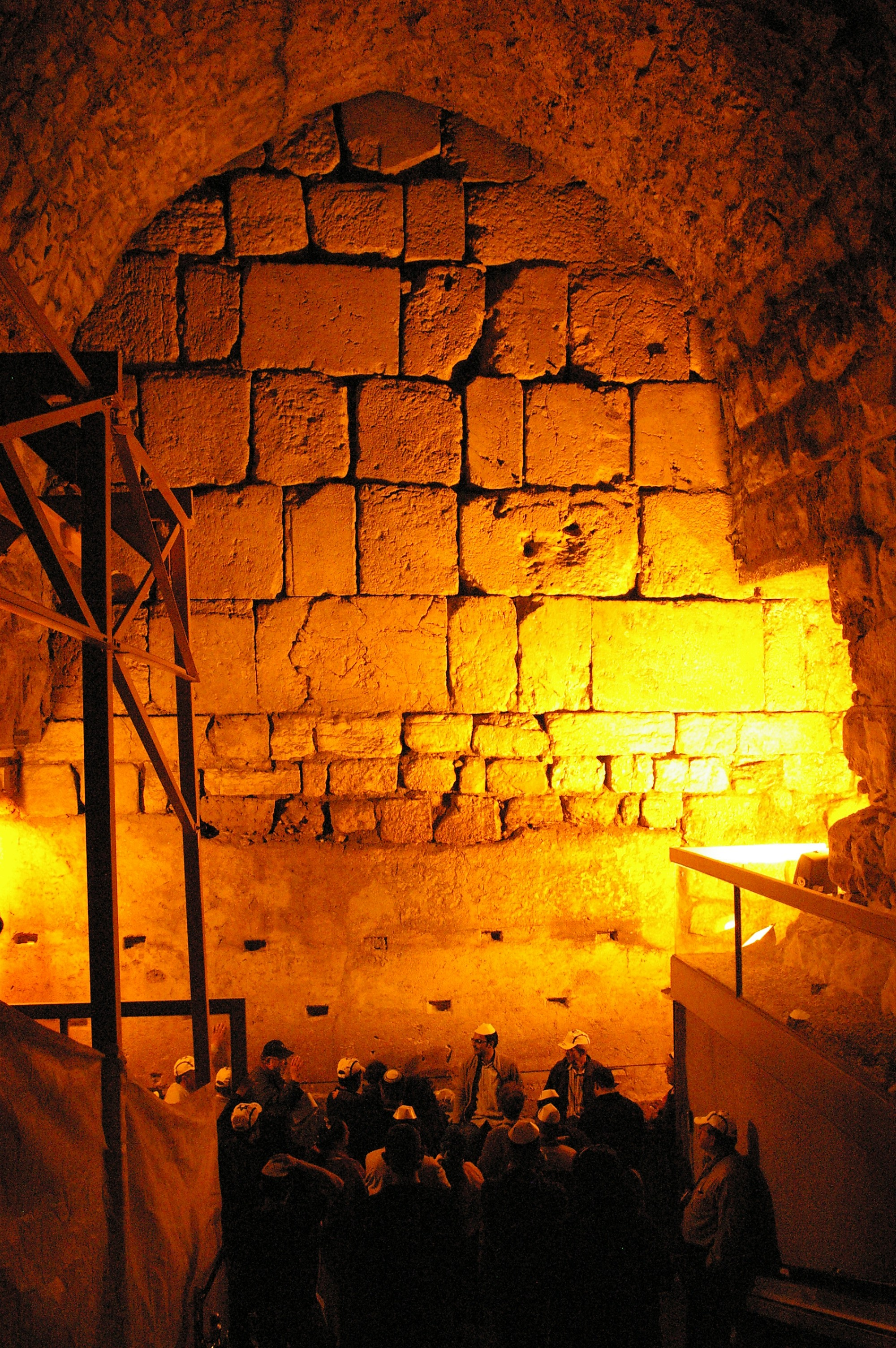
Túnel de Kotel.

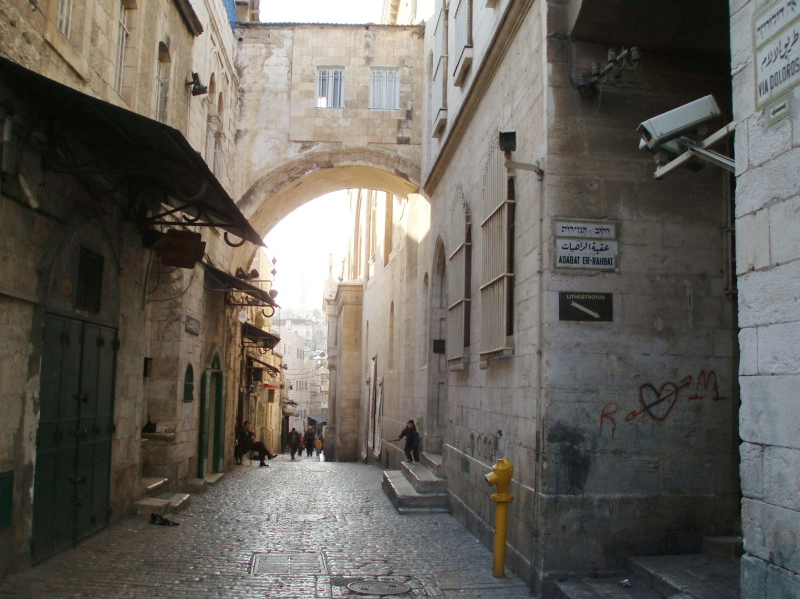
Arco del Ecce Homo.

El Barrio musulmán es uno de los cuatro barrios de la Ciudad Vieja de Jerusalén. El barrio está situado en la parte noreste de la misma, cubre 31 hectáreas y tiene una población de 22 000 habitantes.
Varias de las calles del barrio son mercados abiertos (souks) animados y llenos de colores, por ejemplo la calle "el-wad" (el valle), que comienza en la Puerta de Damasco y siguió el curso histórico del Tiropeón. El mercado se extiende incluso hasta el exterior de las murallas de la ciudad (salvo los viernes, día de oración entre los musulmanes, en el que todo está cerrado).  
Se puede acceder al barrio por medio de tres puertas: Puerta de Damasco, Puerta de Herodes y la Puerta de los Leones.

## Principales monumentos
Además de algunas mezquitas, los principales sitios de culto musulmán son la Cúpula de la Roca y la Mezquita de Al-Aqsa, que se encuentran fuera de los límites tradicionales del barrio, en el Monte del Templo (Explanada de las Mezquitas).
El barrio también incluye sitios judíos y cristianos de cierta relevancia religiosa.
- Para los cristianos

La Vía Dolorosa que atraviesa el barrio e incluye las siete primeras estaciones del viacrucis, entre ellas: la Iglesia de la Condena, la iglesia de la Flagelación o el arco del Ecce Homo.
Cerca de la Puerta de los Leones se encuentra la Iglesia de Santa Ana (en el lugar de la casa de Ana y Joaquín, padres de la Virgen María).
También en el barrio musulmán se encuentra la piscina de Bethesda (que ya no contiene agua).
- Para los judíos

El Kotel Hakatan o pequeño Muro de las Lamentaciones situado a la izquierda de la "Puerta de Hierro", sitio frecuentado de forma regular por los judíos ultrarreligiosos y con una importante presencia policial.
Otro sitio de importancia es el túnel de Kotel que se encuentra en el barrio musulmán y cuya salida norte se sitúa en la escuela Omariya. La apertura de esta salida en 1996 causó problemas que se saldaron con decenas de muertos.
También en el barrio musulmán está la Cueva de Sedecías, conocida también como la «carrera de Salomón», situada cerca de la Puerta de Damasco. 
En el barrio musulmán pueden encontrarse varias yeshivás (Ateret Cohanim, Chazon Yechezkel).
En 2007, el gobierno israelí empezó a subvencionar el proyecto de desarrollo urbanístico The Flowers Gate, el primer asentamiento judío dentro del Barrio Musulmán desde 1967. El proyecto preve la construcción de 20 pisos para judíos y una sinagoga.